# Litovska sovjetska socialistična republika
Litovska sovjetska socialistična republika (litovsko Lietuvos Tarybų Socialistinė Respublika, rusko Литовская Советская Социалистическая Республика) je bila ena od sestavnih republik ZSSR, ki je obstajala v letih 1940–1941 in 1944–1990. Od leta 1946 dalje so se njene meje ujemale z mejami današnje Republike Litve, z izjemo manjših prilagoditev meje z Belorusijo.
Med drugo svetovno vojno je sovjetska vojska 15. junija 1940 v skladu s tajnimi določili pakta Ribbentrop-Molotov okupirala dotlej neodvisno državo Litvo. 21. julija je v njej vzpostavila marionetno vlado, ki je na svojem prvem zasedanju zahtevala vključitev v Sovjetsko zvezo. Po nemški invaziji na Sovjetsko zvezo leta 1941 je litovska sovjetska republika de facto prenehala obstajati. Z nemškim porazom do konca leta 1944 se je sovjetska hegemonija kljub gverilskemu odporu litovskih partizanov znova vzpostavila. Litovski diplomati izpred leta 1940 so v času sovjetske nadoblasti delovali iz izgnanstva. Številne zahodne države so sovjetsko priključitev smatrale za nezakonito in so Litvo priznavale kot de jure suvereno državo.
V času perestrojke in glasnosti so se zahteve po neodvisnosti okrepile in leta 1988 je nastalo reformistično gibanje Sąjūdis. 11. marca 1990 je vrhovni svet Litve ponovno razglasil samostojnost, s čimer je Litva postala prva republika, ki se je osamosvojila od Sovjetske zveze, in k temu spodbudila tudi druge republike. Razpadajoča Sovjetska zveza je samostojnost Litve priznala 6. septembra 1991.
- Kongres Litovske komunistične mladine, 1951
- Pogled na Vilno, 1983
- Mestno jedro Vilne, 1983
- Shod v parku Vingis med pojočo revolucijo, 1988